# Croix-Rouge hongroise

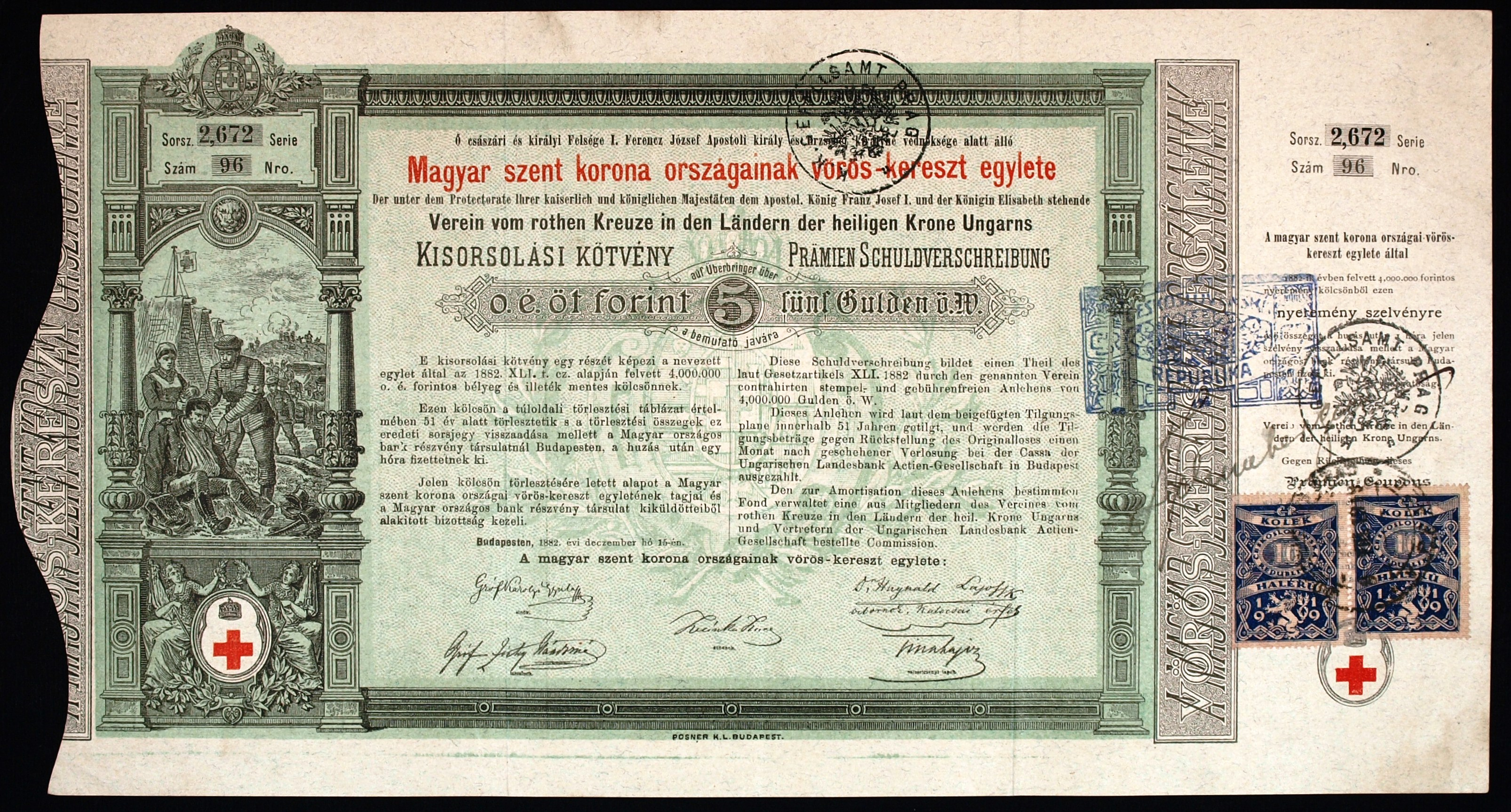
Obligation de la Croix-Rouge hongroise en date du 16 decembre 1882.

La Croix-Rouge hongroise (Magyar Vöröskereszt en hongrois) est une organisation sociale humanitaire nationale affiliée au Mouvement international de la Croix-Rouge et du Croissant-Rouge et opérant selon les principes de base et les conditions de reconnaissance de la Croix-Rouge internationale. (Loi XL de 1993 § 1), CLXXV de 2011 selon les dispositions de la loi (Ectv.), reconnu organisme d'utilité publique. Ell est, selon la loi LXXVI de 2017, considérée comme une organisation soutenue par l'étranger.
La Croix-Rouge hongroise est une organisation démocratique de masse qui promeut et organise le travail des personnes pour développer et diffuser la culture de la santé et améliorer les conditions de santé, c'est-à-dire qui favorise l'implication de la population dans la résolution des diverses tâches du secteur de la santé. Un autre objectif est d’assurer et de développer la coopération internationale dans le domaine de la santé.